# Ткачик чорноголовий
Тка́чик чорноголовий (Ploceus melanocephalus) — вид горобцеподібних птахів ткачикових (Ploceidae). Мешкає в Африці на південь від Сахари.

## Опис

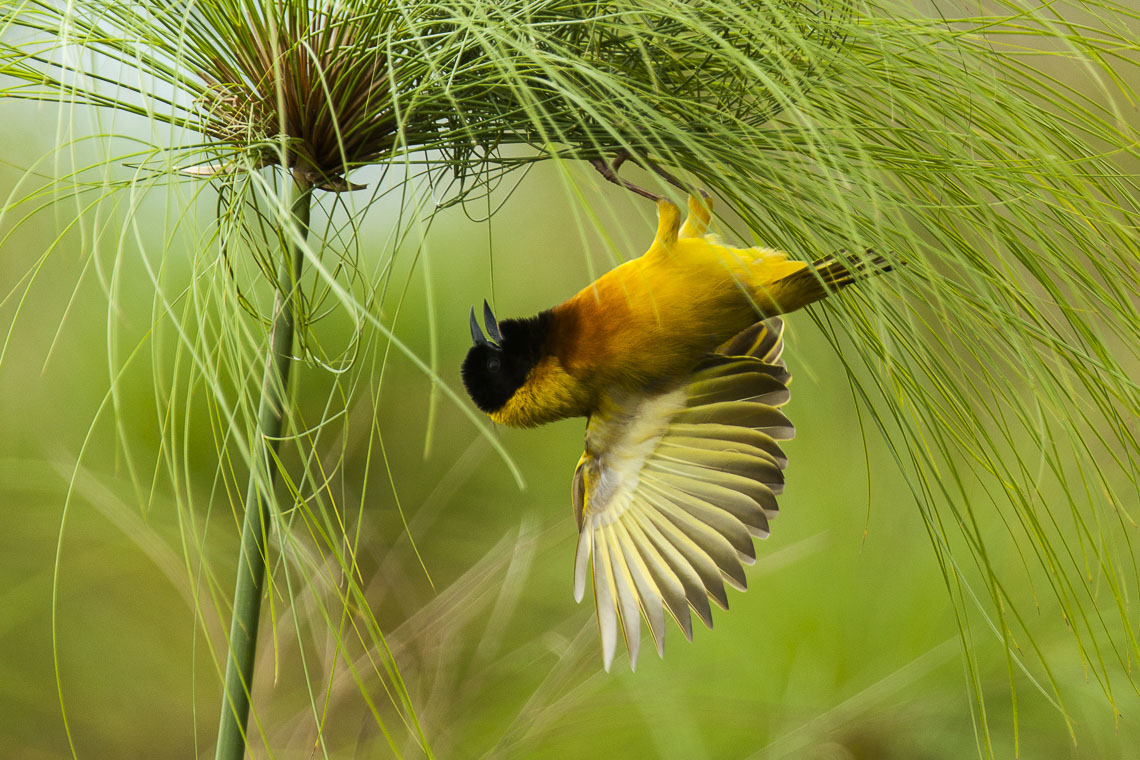
Чорноголовий ткачик

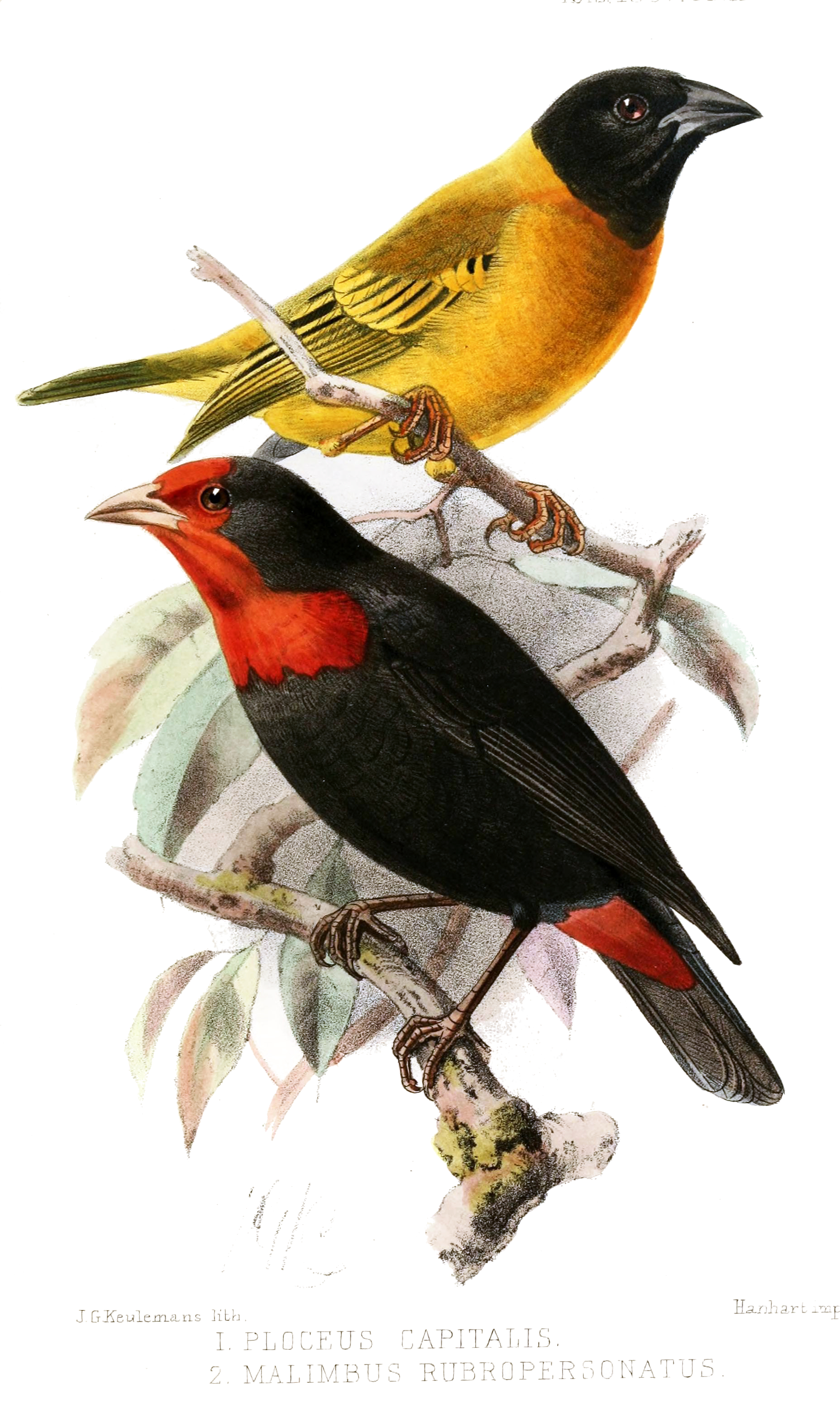
Чорноголовий ткачик (зверху) і чорнощокий малімб (знизу)

Довжина птаха становить 11-14 см см, самці важать 21-25 г, самиці 17-21 г. Самці під час сезну розмноження мають переважно яскраво-жовте забарвлення, спина і хвіст у них поцятковані оливковими смужками, на крилах чорнуваті смужки. Голова чорна, потилиця жовта, горло і верхня частина грудей чорні, на грудях каштанова пляма. Очі карі, дзьоб чорний. У самиць голова оливкова, верхня частина тіла охриста, поцяткована темними смужками, крила і хвіст жовтувато-чорні, нижня частина тіла білувато-охриста.

## Підвиди
Виділяють п'ять підвидів:
- P. m. melanocephalus (Linnaeus, 1758) — Мавританія, Сенегал, Гамбія, Малі і Нігер;
- P. m. capitalis (Latham, 1790) — від Гвінеї-Бісау до Нігерії, північного Камеруну, південного-західного Чаду і півночі ЦАР;
- P. m. duboisi Hartlaub, 1886 — від сходу Республіки Конго, півдня ЦАР і заходу Південного Судану до північної Замбії;
- P. m. dimidiatus (Salvadori & Antinori, 1873) — схід Судану і захід Еритреї;
- P. m. fischeri Reichenow, 1887 — схід ДР Конго, Уганда, західна Кенія, північно-західна Танзанія і північна Замбія.

## Поширення і екологія
Чорноголові ткачики мешкають на берегах африканських річок, зокрема на берегах Сенегалу, Гамбії, Нігеру, Конго, Білого Нілу та інших. Вони живуть в на болотах і луках, зокрема на заплавних, в заростях поблизу води і в саванах. Зустрічаються зграями, на висоті від 600 до 1700 м над рівнем моря. Живляться насінням і комахами. Гніздяться колоніями.
Чорноголові ткачики були інтродуковані на південному заході Піренейського півострова, в Португалії і Іспанії.